# Ugolino Cossu
Ugolino Cossu (Roma, Italia, 18 de agosto de 1954) es un dibujante de cómic italiano.

## Biografía
Se graduó en la Academia de Bellas Artes de Roma. Empezó a colaborar en los estudios de Mangiarano y Alberto Giolitti, debutando como historietista profesional con la editorial Eura. A partir de 1977, trabajó para el mercado alemán y británico. Tras trabajar de nuevo para Eura, ilustró Il colore del vento de Giuseppe Ferrandino para Orient Express. Para Comic Art creó Dan Morrison. Posteriormente, empezó a trabajar para la editorial Bonelli, entrando a formar parte del equipo de Dylan Dog y, más tarde, de Tex.